# Without a Paddle: Nature's Calling
Without a Paddle: Nature's Calling (bra: Sem Rumo e sem Remos 2; prt: Totalmente sem Rumo: Defensores da Natureza) é um filme estadunidense de 2009, dos gêneros comédia e aventura, dirigido por Ellory Elkayem,, com roteiro de Stephen Mazur.